# Carriès
La sección de Carriès es una sección de comuna que forma parte de la comuna haitiana de Arcahaie.

## Historia
La sección de Carriès fue creada en 2015 a partir de la villa de Carriès